# 호베를라산

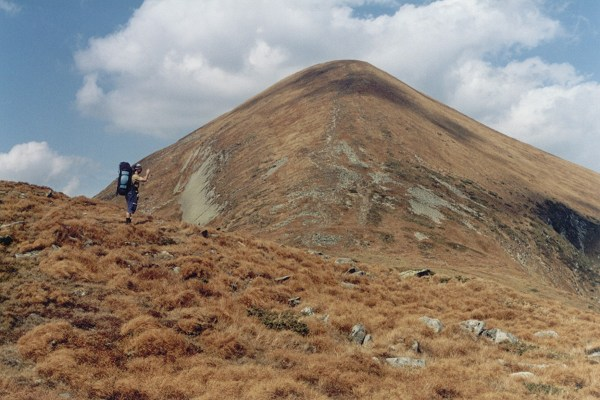
호베를라산

호베를라산(우크라이나어: Говерла, 헝가리어: Hóvár, 루마니아어: Hovârla, 폴란드어: Howerla)은 우크라이나 서부에 위치한 산으로 높이는 2,061m이다. 이바노프란키우스크주와 자카르파탸주 사이에 있다. 우크라이나에서 가장 높은 산이자 카르파티아산맥을 형성하는 산 가운데 하나로서 베스키디산맥 동부에 위치한다.
호베를라산의 경사면은 너도밤나무, 전나무 숲에 둘러싸여 있으며 동쪽 경사면에는 프루트강의 수원지가 위치한다. 호베를라 산은 사암, 퇴적암 지형을 띠고 있다. 19세기 말부터 관광지로 개발되었는데 특히 갈리치아 지방에 위치한 주요 도시에서 인기 높은 관광지로 여겨졌다. 20세기에는 스키, 암벽 등반을 비롯한 극한 스포츠 관광지로 여겨졌다.